# Pardosa strandembriki
Pardosa strandembriki là một loài nhện trong họ Lycosidae.
Loài này thuộc chi Pardosa. Pardosa strandembriki được Lodovico di Caporiacco miêu tả năm 1949.